# Raquel Garrido

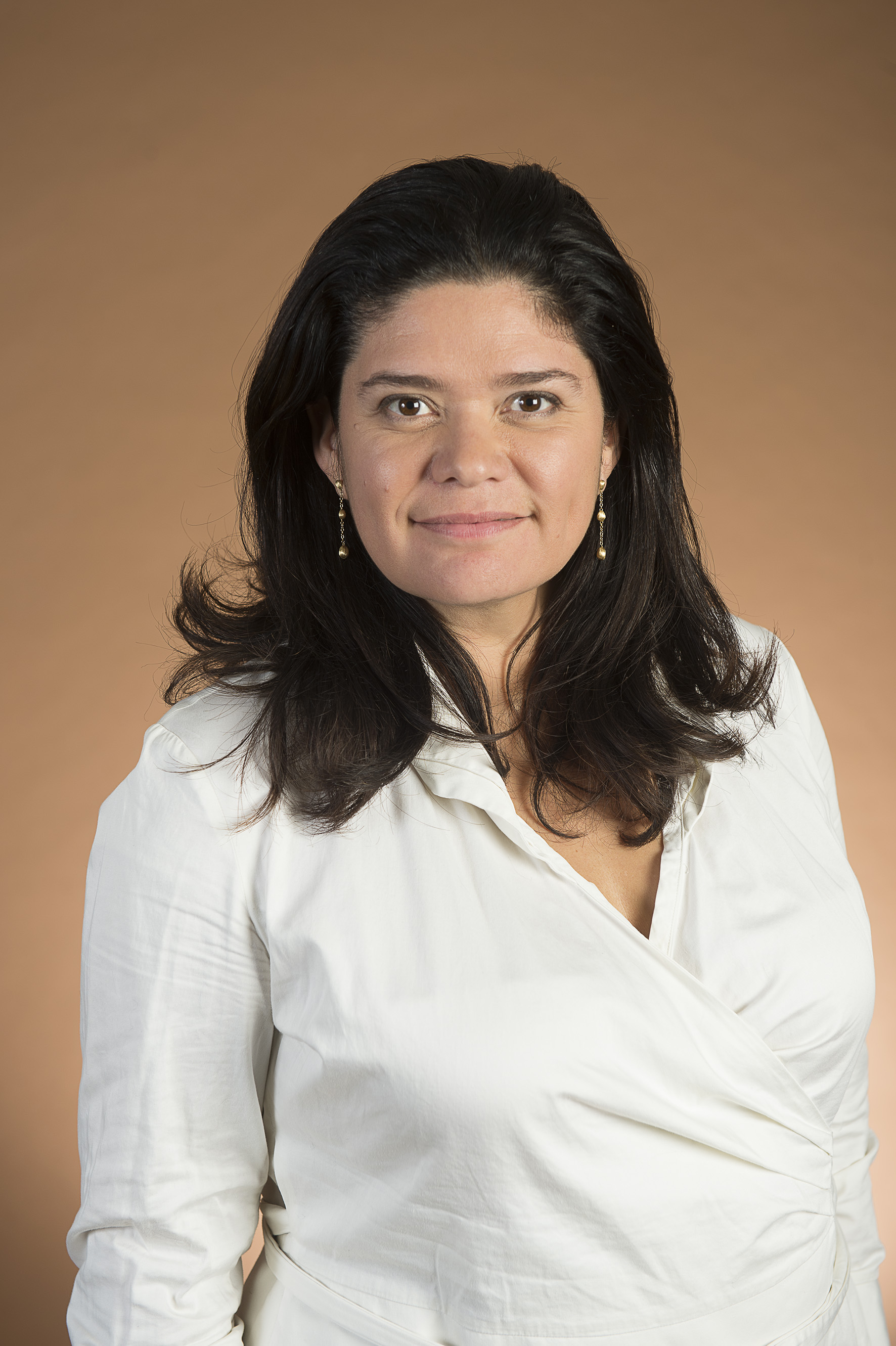
Raquel Garrido

Raquel Garrido (* 23. April 1974 in Valparaíso, Chile) ist eine chilenisch-französische Politikerin und seit 2022 Abgeordnete der französischen Nationalversammlung.

## Persönliches Leben
Raquel Garrido wurde 1974 als Tochter des Chemieingenieurs Guillermo Garrido und der Direktionsassistentin María Eugenia Montecinos geboren. Ihre Schwester ist die Musikerin Tatiana Garrido.
Zwei Tage nach dem Putsch von Augusto Pinochet wurden die Eltern und weitere Familienangehörige von Garrido verhaftet, da sie Teil des linksradikalen Movimiento de Izquierda Revolucionaria waren. Die Familie beschließt zu emigrieren und zieht erst nach Toronto und Montréal und dann nach Marly-Le-Roi. Während die Eltern nach Brasilien weiterziehen und schließlich wieder nach Chile zurückkehren, bleibt Garrido in Frankreich.
1999 nam Raquel Garrido die französische Staatsbürgerschaft an.
Im Jahr 2000 heiratete sie Alexis Corbière, mit dem sie drei Kinder hat.

## Politische Karriere
Raquel Garrido engagierte sich schon als Schülerin politisch und wurde 1993 Aktivistin der Studierendengewerkschaft UNEF und mit 22 Vize-Vorsitzende der Antirassismus-Organisation SOS Racisme. Von 2002 bis 2008 war sie als Anwältin des Gewerkschaftsbundes Force Ouvrière tätig, wo sie internationale Themen bearbeitete. In dieser Funktion wurde sie für Frankreich zur Internationalen Arbeitsorganisation ILO entsandt und verfolgte Verhandlungen bei der Welthandelsorganisation.
Parteipolitisch war sie erst beim Parti Socialiste (PS) engagiert, wo sie dem linken Flügel um Jean-Luc Mélenchon angehörte. 2008 verließ sie mit Mélenchon den PS, um an der Gründung des Parti de Gauche teilzunehmen. Sie vertrat dabei Mélenchon auch als Anwältin, was ihr mediale Aufmerksamkeit bescherte.
Im Jahr 2012 trat sie erstmals für die Parlamentswahlen an. Sie kandidierte für den Front de Gauche im 2. Auslandswahlkreis für Franzosen in Lateinamerika und holte 8,6 %.
2014 führte sie für den Front de Gauche eine Kampagne um die Abwahl von Abgeordneten zu ermöglichen.
2015 publizierte sie das Buch Guide Citoyen pour la VIème République bei Fayard. Darin kritisierte sie das auf den Präsidenten fokussierte politische System der fünften Republik und forderte einen Verfassungskonvent um eine neue sechste Republik einzuläuten. Diese sollte sozialer und ökologischer sein. Darin verteidigte sie ebenfalls die Abwahl von Abgeordneten sowie das Wahlrecht ab 16. Die Ideen flossen ins Wahlprogramm der France Insoumise 2017 ein.
Ab 2016 war sie als Sprecherin der neuen Partei La France Insoumise tätig.
Bei den Kommunalwahlen 2020 trat sie in Bagnolet auf einer von der Kommunistischen Partei unterstützten Liste an und holte mit 22,18 % der Stimmen den zweiten Platz, landete jedoch in der Opposition. Daraufhin wurde sie Stadträtin.
Bei den Parlamentswahlen 2022 wurde sie als Kandidatin der Linkskoalition NUPES für die Partei La France Insoumise im Wahlkreis Seine-Saint-Denis V aufgestellt wo sie Jean-Christophe Lagarde, den Vorsitzenden der UDI, schlug und das Mandat holte. Damit zog sie zum ersten Mal ins französische Parlament ein.
Nachdem sie im Dezember 2022 aus dem Parteivorstand der France Insoumise ausschied, kritisierte sie öffentlich mit Jean-Luc Mélenchon und warf ihm vor der Partei zu schaden. Nach der Kritik wurde sie vom Parteivorstand sanktioniert und für 4 Monate von ihrer Sprecherfunktion der Fraktion entbunden. Garrido kritisierte diese Behandlung, wollte die Partei jedoch nicht verlassen.
Im Rahmen der vorgezogenen Parlamentswahlen nach der Auflösung der Assemblée Nationale durch Emmanuel Macron 2024 entschloss die Parteiführung der France Insoumise einige kritische Abgeordnete nicht wieder aufzustellen. Dies betraf unter anderem Raquel Garrido und ihren Mann Alexis Corbière, die offizielle Gegenkandidaten der Partei in ihren Wahlkreisen sahen und die Logos der Partei nicht nutzen durften. Raquel Garrido bezeichnete das als „politische Säuberung“ und warf der Partei vor, sie nur nicht aufzustellen, weil sie zuvor kritisch gegenüber Jean-Luc Mélenchon war. Im ersten Wahlgang kandidierte sie als unabhängige Kandidatin, zog sich allerdings im zweiten Wahlgang für den vor ihr gelandeten offiziellen LFI Kandidaten Aly Diouara zurück um die linke Wählerschaft nicht zu spalten.